# Joseph Berlinger
Joseph Berlinger (* 29. Februar 1952 in Lam) ist ein bayerischer Dramatiker, Theaterregisseur, Mundartlyriker, Schriftsteller, Hörspielautor und Drehbuchautor.

## Leben
Berlinger wuchs im Bayerischen Wald am Fuße des Ossers auf. Seine Familie stammt von künischen Freibauern ab, sein Vater war Gastwirt und Musikant.

### Schulische und akademische Ausbildung
In Cham besuchte er das Gymnasium, lebt und arbeitet seit 1972 vorwiegend im Raum Regensburg. An der Universität Regensburg studierte er Germanistik, Geschichte und Sozialkunde. Seine Doktorarbeit zum Thema Das zeitgenössische deutsche Dialektgedicht: zur Theorie und Praxis der deutschsprachigen Dialektlyrik erschien 1981 beim Suhrkamp Theaterverlag in Frankfurt am Main und 1983 beim Lang Verlag in Frankfurt am Main, Bern und New York.

### Künstlerisches Wirken
In den 1970er und 1980er Jahren zählte er zu „den Heimatdichtern“ im Kreis um Friedl Brehm, für den er auch als Autor tätig war und einige Bücher in dessen Verlag veröffentlichte. Nach Brehms Tod im Jahr 1983 führte er mit Harald Grill bis 1986 auch dessen Zeitschrift „Schmankerl“ weiter.
1976 erschien sein Gedichtband Wohnzimma–Gflimma. Bereits vor der Grenzöffnung zur Tschechischen Republik beschäftige er sich auch in mehreren Rundfunkfeatures für Bayern2Radio mit der tschechischen Kultur. Seit den 1980er Jahren schreibt und inszeniert er vorwiegend Theaterstücke. Sein erstes Stück Emerenz, 1982 vom Stadttheater Ingolstadt uraufgeführt und mit Lisa Fitz in der Titelrolle, widmete er der niederbayerischen Wirtstochter und Schriftstellerin Emerenz Meier. Viele seiner Stücke inszeniert er für den öffentlichen Raum, meist vor explizit ausgewählten Kulissen. Mehrfach führte er beispielsweise im sogenannten „Hesperidengarten“ auf, einer Gärtnerei mit Veranstaltungslokalität im 400 Jahre alte Posthof von Wenzenbach, nicht zu verwechseln mit den Nürnberger Hesperidengärten, auf einem Golfplatz, in einem Kalksteinbruch, öffentlichen Plätzen, Wirtshäusern, Tanzstudios und anderen Lokalitäten auf.
1982 wurde er vom Kulturverein Bayerischer Wald für seine Forschungen zum zeitgenössischen deutschen Dialektgedicht und zur Mundartdichtung sowie für seine Arbeiten zum Thema Mundart und Bühne mit dem Kulturpreis geehrt. Die Laudatio hielt Hermann Unterstöger.
1985 veröffentlichte er sein Buch GrenzGänge und in Folge mehrere Essays und Textbeiträge zum Thema. Berlinger schrieb auch mehrere Hörspiele und Rundfunkstücke. 1999 entstand sein erster abendfüllender Film, der in der Filmgalerie Leerer Beutel, im Passauer Museum Moderner Kunst und im Kunstforum Ostdeutsche Galerie gezeigt wurde. Er wirkte als Autor auch an Reisebüchern und -CDs mit.
Berlinger wurde gefördert mit dem Julius-F.-Neumüller-Stipendium der Stadt Regensburg, 1996 mit dem Adalbert-Stifter-Stipendium des Landes Oberösterreich sowie sein Sommertheaterstück Die sieben Todsünden (2005) von der REWAG-Kulturstiftung. Über Adalbert Stifter verfasste er 2005 das Werk Das Meer muss ich sehen, das beim Morsak-Verlag in Grafenau veröffentlicht wurde, einem Verlag von Claudia und Burkhart Cording (Hofmark Brauerei).

## Werke (Auswahl)

### Theaterstücke/Inszenierungen
- 1982: Emerenz und die Reise ins Amerika, uraufgeführt im Stadttheater Ingolstadt
- 1986: Dr. Eisenbarth, uraufgeführt am Regensburger Stadttheater
- „Trilogie der Gewalt“:
  - 1990: Conquista
  - 1993: Blomberg
  - 1995:  Dollinger. Ein Spiel. uraufgeführt auf dem Haidplatz, Regensburg
- „Trilogie der theatralischen Lieben“:
  - 1998: Leonce und Lena (nach Georg Büchner), uraufgeführt im Hesperidengarten, Wenzenbach
  - 1999: Werther Goethe / Lektionen in Liebe (nach Johann Wolfgang von Goethes Die Leiden des jungen Werthers), uraufgeführt im Hesperidengarten, Wenzenbach
  - 2000: Yvonne, die Burgunderprinzessin (nach Witold Gombrowicz), aufgeführt im Hesperidengarten, Wenzenbach
- 2000: SFinX – Poesie der Apokalypse (Theaterperformance), uraufgeführt im Kalksteinbruch Keilberg
- 2002: Don Juan, uraufgeführt im Hesperidengarten, Wenzenbach
- 2004: Die Pfarrhauskomödie (nach Heinrich Lautensack), inszeniert als mobile Gastspielproduktion; uraufgeführt im Turmtheater Regensburg
- 2005: Die sieben Todsünden, uraufgeführt im Hesperidengarten, Wenzenbach
- 2007: Finnischer Tango, uraufgeführt im Hesperidengarten, Wenzenbach
- 2008: Zum Koppenjäger, uraufgeführt im Theater an der Rott, Eggenfelden (im Auftrag der Festspiele Europäische Wochen)
- 2009: Sissi – das Versprechen, uraufgeführt im Turmtheater Regensburg
- 2009: Sissi – das Geheimnis, uraufgeführt auf dem Donau-Tagesausflugsschiff der Regensburger Personen-Schifffahrt Klinger GmbH
- 2009: Napoleon in Alteglofsheim, uraufgeführt bei den Schlossfestspielen, Schlosspark Alteglofsheim
- 2010: Leonce und Lena (Weitererzählung von Büchners Leonce und Lena), uraufgeführt im Hesperidengarten, Wenzenbach
- 2010: Kohlha$$ (nach Heinrich von Kleists Michael Kohlhaas), inszeniert als mobile Gastspielproduktion; uraufgeführt im Theater EigenArt, Passau
- 2011: Mei Fähr Lady. Der Bairisch-Crashkurs. uraufgeführt im Turmtheater Regensburg (mit Eva Sixt, Ludwig Zehetner u. a.)
- 2015: Der Brandner Kaspar in der Hölle, uraufgeführt im Theater im Schloss Hohengebraching, Pentling[10]

### Hörbücher/Hörspiele
- 2007: Hoffnung Havanna. Die Odyssee des Regensburger Kunstradfahrers Simon Oberdorfer. LOhrBär-Verlag, Regensburg.[2]
- 2010: Bayern Kult Rituale (5-CD-Hörbuch-Box), Bayerischer Rundfunk.[7]
- 2011: Bayerische Traumpaare (4 Teile; mit Krista Posch)
- 2013: Mei Fähr Lady. Der Bairisch-Crashkurs (Doppel-CD-Hörspiel), TYXart, Nittendorf.

### Filme
- 1999: Der Damenherr. Die Heimsuchung des Alfred Kubin

### Bücher
- 1976: Wohnzimma–Gflimma. Bairische Gedichte und Szenen. (Gedichtband; 2. Auflage. 1976, 3. Auflage. 1984), Brehm Verlag, Feldafing.
- 1978: mit Fernand Hoffmann: Die neue deutsche Mundartdichtung. Tendenzen und Autoren dargestellt am Beispiel der Lyrik (Aufsatzband). Georg Olms Verlag, Hildesheim / New York.
- 1980: Emerenz. Szenen, Briefe, Gedichte; aus dem Leben der bayerischen Dichterin, Wirtin und Emigrantin  (mit Materialien, Briefen, Gedichten und Fotos von Emerenz Meier), Brehm Verlag, Feldafing.
- 1981: Das zeitgenössische deutsche Dialektgedicht: zur Theorie und Praxis der deutschsprachigen Dialektlyrik (zugl. Diss.), Suhrkamp Theaterverlag, Frankfurt am Main (1. Aufl.)
- 1985: GrenzGänge. Streifzüge durch den Bayerischen Wald (Aufsatzsammlung; als Sonderausgabe 1994 neu aufgelegt),  Andreas-Haller-Verlag. Passau.
- 1985: F. C. Delius gegen H. C. Artmann. Verbal(l)hornungen (Parodienband), Brehm Verlag, Feldafing.
- 1990: Oskar Panizza. Das Liebeskonzil. Verlag Kuckuck & Straps (des Verlegers und Malers Fritz Gebhardt alias Eugen Oker), München.
- 1992: mit Wolfgang und Sonja Grimm: Nimm die Sonne in deinen Mund. Harald Dichmann 1927–1991. Edition Kunst-Werk Regensburg e. V.
- 2005: Das Meer muss ich sehen. Eine Reise mit Adalbert Stifter. Morsak-Verlag, Grafenau 2005.

## Auszeichnungen
- 1982: Kulturpreis des Kulturvereins Bayerischer Wald
- 2001: Kulturpreis des Bezirks Oberpfalz in der Kategorie „Theater“
- 2002: Kulturpreis der Stadt Regensburg